# الجمعية البريطانية لفنون القتال المختلطة
الجمعية البريطانية لفنون القتال المختلطة (بالإنجليزية: British Association of Mixed Martial Arts)‏ هي بطولة فنون القتال المختلطة في المملكة المتحدة، وإنطلقت في 27 جوان 2009. كانت تبث مبارياتها قناة برافو البريطانية، وتبثها الآن القناة الخامسة البريطانية.

## مواضيع ذات صلة
- فنون القتال المختلطة
- منصور برناوي

## روابط خارجية
- الموقع الرسمي